# Kašpar Cropacius
Kašpar Cropacius z Kozince († 13. ledna 1580) byl český básník a písař.
Narodil se v Plzni, kde později zasedal v městské radě, ale byl vypovězen pro své nekatolické vyznání.
Je autorem latinských básní.